# 大橋拓文
大橋 拓文（おおはし ひろふみ、1984年5月25日 - ）は、日本の囲碁棋士。東京都出身、菊池康郎（緑星囲碁学園）門下、日本棋院本院所属、七段。東京工業大学非常勤講師。コンピュータ囲碁に造詣が深く、多くの著書がある。

## 経歴
- 小学4年・6年の時に全国少年少女囲碁大会で準優勝を果たす。
- 2002年　入段。
- 2004年　第1回中野杯U20選手権準優勝
- 2006年　第1回おかげ杯で準優勝
- 2013年　六段
- 2021年　七段
- 2023年　第41回日本囲碁ジャーナリストクラブ賞を受賞。

## コンピュータ囲碁
コンピュータの囲碁対戦ソフトに造詣が深く、2012年にコンピュータの9路盤対局ソフトについて解説する連載「ナインサイエンス」を月刊誌「碁ワールド」で連載開始（その後、19路盤の記事が増えたため「IGOサイエンス」に改題）。2016年に人工知能「AlphaGo」が登場してからは、一般向けの解説や記事執筆も数多くこなすようになった。Google、Facebook、テンセントなどの人工知能研究者との交流も多い。囲碁AI「GLOBIS-AQZ」のテクニカルアドバイザーを務めていた。

## 人物
- 趣味はピアノ演奏。
- 7の七を四連打する「ブラックホール布石」[2]（張栩が一時期打ったものとは異なる）など、中央に夢を求める独創的な棋風。

## 著書
- 「よくわかる囲碁AI大全」（日本棋院）
- 「囲碁AI時代の新布石法」（マイナビ）
- 「爽快！勝ち筋さがし」（マイナビ）
- 「大橋流パワーアップ詰碁400」（マイナビ）
- 「なるほど！ひかる手筋」（日本棋院）
- 「究極の囲碁上達ツール アルファ碁Teach完全ガイド」 (囲碁人ブックス)
- 「実用性抜群！ 基礎が身につくコンパクト詰碁180」 (囲碁人ブックス)

## 出演歴

### テレビ・ネット配信
- 厳選棋譜解説 「Master」 （囲碁・将棋チャンネル、2017年4月）[3]
- AI囲碁最前線（囲碁プレミアム、2018年4月 - 2021年2月）[4]
- 天才10代(仲邑菫、芝野虎丸) vs GLOBIS-AQZ - （AbemaTV、2019年7月）[5]